# Draba longisiliqua
Espèce
Classification phylogénétique
 (juillet 2020).
Si vous disposez d'ouvrages ou d'articles de référence ou si vous connaissez des sites web de qualité traitant du thème abordé ici, merci de compléter l'article en donnant les références utiles à sa vérifiabilité et en les liant à la section « Notes et références ».
Draba longisiliqua, parfois appelée drave à longues siliques, est une espèce végétale de la famille des Brassicaceae (crucifères).
C'est une plante herbacée qui se présente en coussin de 5 à 10 cm. Elle pousse sur les falaises calcaire du Caucase.